# 優等列車
優等列車（ゆうとうれっしゃ）とは、一部の鉄道会社で使用している普通列車に対して速達性や車内設備の優れた列車を総称する言葉である。社局により急行系列車や速達列車とする場合もある。

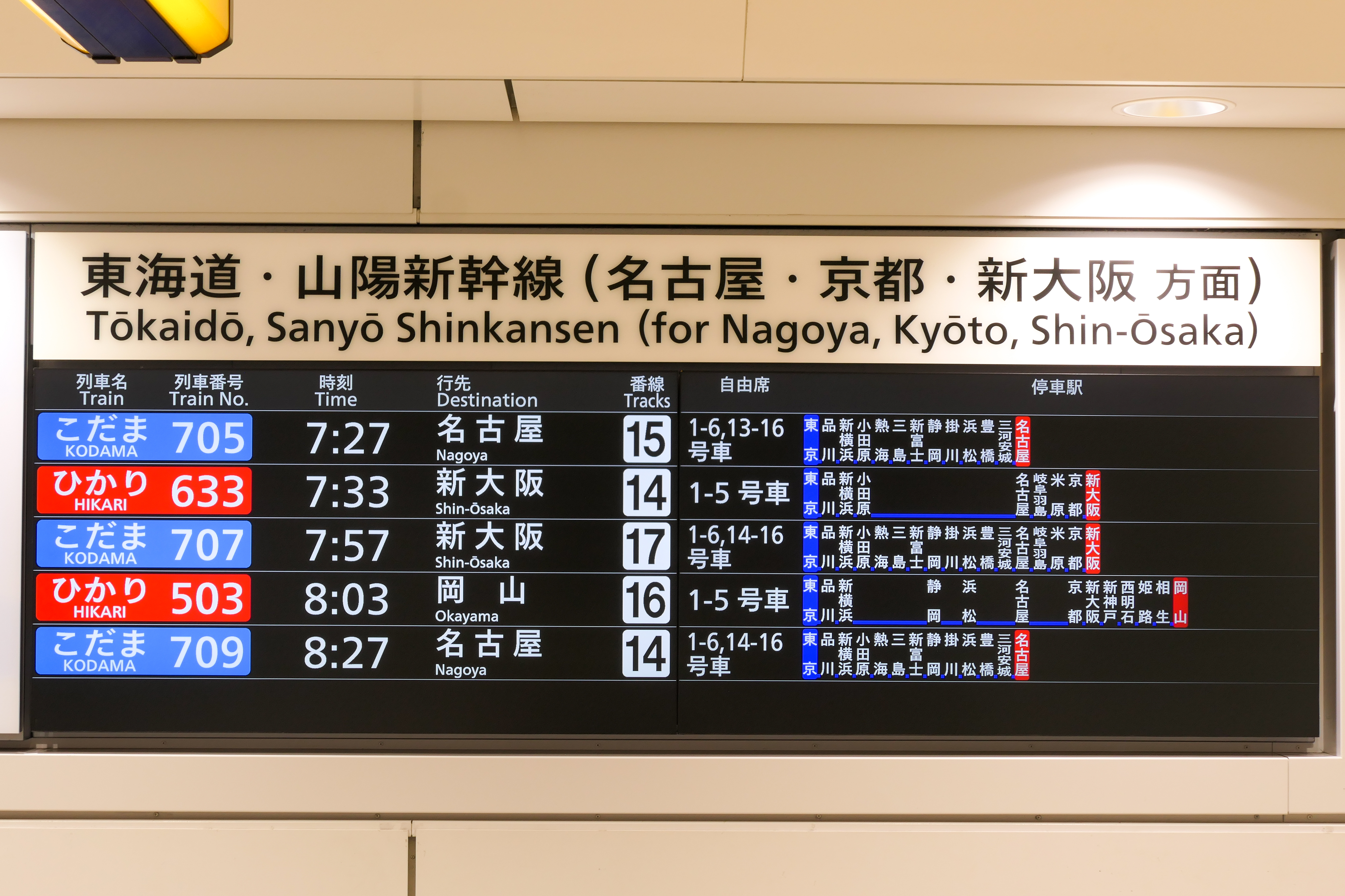
各駅停車の「こだま」に対して速達列車の「ひかり」の例。停車駅が少なく設定されている。

## 概要
速達性を確保するため、普通列車よりも停車駅の少ない列車を設定している社局も少なくない。これらの列車を総称する言葉として速達列車や急行系列車、速達列車などを用いることがある。

## 日本

### 日本国有鉄道・JR
日本国有鉄道（国鉄）・JRの旅客営業規則において、「運賃の他に特に料金を徴する列車」を急行列車と定義している。この場合、特別急行列車・準急行列車も含まれる。現在、乗車に特別料金を要する列車のほとんどが「特急列車」に集約されつつある。
一方で長距離を速達運転する快速列車も増加している。快速列車の車内設備はかつての急行形車両よりも上質で、昭和初期から中期の特急用車両と比較しても遜色ない設備を持つ車両が投入されている。

### 私鉄
| 西武鉄道の優等列車左：有料特急レッドアロー「ちちぶ」右：料金不要の速達列車であっても優等列車として扱われる急行   |  | 西武鉄道の優等列車左：有料特急レッドアロー「ちちぶ」右：料金不要の速達列車であっても優等列車として扱われる急行 |
| 西武鉄道の優等列車 左：有料特急レッドアロー「ちちぶ」 右：料金不要の速達列車であっても優等列車として扱われる急行 |  | |

私鉄では、近鉄特急、京成スカイライナー、小田急ロマンスカーのように特別料金を必要とする長距離速達列車もあり、単に速達列車のことを優等列車として扱うのが一般的であるが、料金不要列車を優等列車の範疇に含めるかどうかは事業者によって相違している。

#### 事業者による相違
料金不要の速達列車であっても優等列車として扱う事業者
- 西武鉄道[1]
- 北総鉄道[2]

料金不要の速達列車には優等列車という表現を用いない事業者
国鉄・JRの普通列車と同様に、料金不要の速達列車を優等列車と呼ばない事業者も存在する。
- 料金不要列車を一般列車と呼ぶ事業者
  - 東武鉄道[3]
  - 小田急電鉄[4]
  - 近畿日本鉄道[5]
- その他
  - 京王電鉄 - 各駅停車以外の列車は急行系列車と表現している[6]。
  - 東急電鉄 - 各駅停車以外の列車は速達列車と表現している[7]。

#### 有料快速列車
国鉄・JRでは普通列車の一種として運行される快速列車も私鉄では事業者によっては優等列車として運行され、一部の私鉄では速達サービスに対する料金が必要な快速列車もある。
あいの風とやま鉄道・IRいしかわ鉄道が運行している「あいの風ライナー」や、過去の事例では、しなの鉄道が運行している2015年3月のダイヤ改正までの「しなのサンライズ号・しなのサンセット号」と鹿島臨海鉄道が運行していた快速列車「マリンライナーはまなす」は運賃のほかに乗車整理券を徴する。
かつて、東武鉄道と伊豆箱根鉄道では一部座席指定の快速列車を運行していた。

## 車両

### 日本国有鉄道・JR
基本的に専用の車両である特急形車両や急行形車両が使用され、いわゆる一般形車両（つまり通勤形車両・近郊形車両）との格差をつけている。
昭和20年代までは客車での運行が基本であった。当時の客車は展望車など一部を除いて優等列車と普通列車で車両を分けていなかったが、原則として状態の良い車両を選定して運用された。
気動車や電車といった動力分散方式の車両が優等列車に進出するようになったのは動力近代化計画の取り組みが始まった昭和30年代に入ってからであり、進出初期の車両は80系電車やキハ10系気動車といった車両が準急列車で使用されていたが、座席の一部にロングシートがある・トイレや洗面所が一部の車両にしかないなど、元々は普通列車への使用を想定した車両であり、優等列車への本格的な使用を想定していなかった。
その後は優等列車で本格的な使用を想定した車両として特急形車両や急行形車両が登場した。なお、1980年代までは普通車に関しては特急形は回転クロスシート、急行形はボックスシートと車内設備に格差をつけていたが、急行形車両は1970年代に製造を打ち切られたため、1970年代後期以降は急行列車にも特急用車両が充当される事例が増加した。この他にも急行形車両の絶対数不足や通勤輸送列車への送り込み運用との兼ね合い、ローカル線向けに単行運転可能な急行形車両が製造されなかったことなどから一般形車両が急行列車に充当されたケースもある。こちらは"遜色急行"と呼ばれる。

### 私鉄
私鉄では早いうちに動力分散方式を採用している。有料優等列車には基本的に専用の車両が使われることがほとんどであるが、中には京急2100形電車や富山地方鉄道の車両のように料金不要の種別と有料優等列車双方に使用される車両もある。他にも変わり種として小田急電鉄では週末には有料の準特急に使用し、平日には料金不要の一般列車に使用する車両として2320形電車が存在した。
料金不要列車には優等列車用の車両が定められないことも多いが、京阪特急や京急の快特など、専用車両を用いる列車も存在する。また、東急大井町線や東急東横線、阪神本線のように接客設備は他の列車と変わらないものの、車両性能や有効長などの都合で、優等列車と普通列車に異なる車両を用いる路線も存在する。また、京成のアクセス特急のように専用の編成を使用する列車もある。

## 日本国外
| 日本国外の優等列車左：TEEに使用されたイタリアのセッテベッロ（ETR300型電車）右：台湾の自強号（左）と普悠瑪号（右）   |  | 日本国外の優等列車左：TEEに使用されたイタリアのセッテベッロ（ETR300型電車）右：台湾の自強号（左）と普悠瑪号（右） |
| 日本国外の優等列車 左：TEEに使用されたイタリアのセッテベッロ（ETR300型電車） 右：台湾の自強号（左）と普悠瑪号（右） |  | |

アメリカ合衆国
20世紀初頭のインターアーバン電車に、食堂車やパーラーカーを連結し特別料金を徴収する「LIMITED」という列車が運転されたが、これは優等列車の典型的な例である。また、1860年代から1960年代にかけて特別料金を徴収するプルマンの寝台車が各鉄道会社の旅客列車に連結され、高級なサービスで旅客需要の大半を担っていた（アメリカ合衆国の鉄道史参照）。1970年代以降、鉄道の旅客輸送はアムトラックが一括運営しているが、メトロリンク等一部の通勤列車を除いて旅客列車に優劣が存在しない状態となっている。
ヨーロッパ
ヨーロッパ諸国では19世紀から特別料金を徴収する優等列車が多数運行されており、戦間期にはフライング・スコッツマン（イギリス）、フリーゲンダー・ハンブルガー（ドイツ）、青列車（フランス）、ETR200電車による高速列車（イタリア）といった国内列車の他、オリエント急行やオーステンデ・ウィーン急行等の国際列車も存在した。第二次世界大戦後も各国が協力してTEEによる優等列車のネットワークが構築され、イタリアのETR (イタリア語：Elettrotreno Rapido, ETR) を冠する電車（セッテベッロ等）を始めとして優等列車用の鉄道車両が多数登場した。1980年代以降、各国ではTGV・ICE等の高速列車網が構築されたが、一般路線でも従来のTEEに替わってユーロシティが引き続き運行されている。また、各国内ではインターシティ（中欧と近隣諸国）、アンテルシテ（フランス）、エストレーリャ（スペイン）等の優等列車が運行されている。
台湾
台湾鉄路管理局（台鉄）は、1988年から優等列車として自強号（日本の特急に相当）、莒光号（旧国鉄・JRの急行に相当）、復興号の3種類を運行している。台鉄には太魯閣号・普悠瑪号と呼ばれる列車もあるが、列車種別上は自強号の一部となっている。優等列車は原則として「対号列車」と呼ばれる列車で運行され、全席が座席指定席となっている。ただし、太魯閣号・普悠瑪号以外の自強号は満席であっても「自願無座」と呼ばれる立席利用が可能であり、定期券やICカードも利用できる。運賃は日本の鉄道で見られる基本料金に特別料金を付加する方式では無く、列車種別毎に異なる料金体系を用いている。なお、対号列車である復興号は非対号列車（全席自由席の列車）である区間車・区間快車（旧国鉄・JRの普通列車に相当）と同額の運賃となっている。
韓国
韓国鉄道庁は、1984年から首都圏電鉄以外の旅客列車をセマウル号、ムグンファ号、トンイル号、ピドゥルギ号の4種類に体系化し、ピドゥルギ号以外を優等列車とした。だが、列車運用の見直しによってピドゥルギ号・トンイル号が順次廃止されると、2004年4月から普通列車の通勤列車が走らない地方の区間ではムグンファ号が実質的に普通列車の役割を兼ねて地域輸送を担うようになった。韓国鉄道公社(KORAIL)発足後、KORAILは新規の優等列車としてヌリロ、ITX-青春、ITX-セマウルを登場させる一方、各駅停車である通勤列車の運行を相次いで取り止めていった。そのため、2020年元日時点で広域電鉄と光州線を除いたKORAILの路線は優等列車のみの運行となっている。なお、鉄道庁・KORAILは列車種別毎に異なる料金体系を設定しているため、下級列車の廃止は事実上の運賃値上げとなった。
インドネシア
KRLジャボデタベックでは特別料金を徴収する急行列車や準急列車（2000年代に新設）が運行されていたが、2013年に廃止されている。